# Semaglutide
Semaglutide (internationale generieke benaming) is een geneesmiddel voor de behandeling van diabetes mellitus type 2 en obesitas bij volwassenen. De ontwikkeling van semaglutide is gebaseerd op het werk van biochemicus Svetlana Mojsov.
Semaglutide is een GLP-1- (glucagon-achtig peptide 1) receptoragonist (de GLP-1-receptor bevindt zich op alvleeskliercellen en is betrokken bij het regelen van de bloedglucosespiegel). Het wordt geproduceerd met behulp van een recombinant-DNA-techniek in Saccharomyces cerevisiae-cellen.
Het geneesmiddel is ontwikkeld door het Deense bedrijf Novo Nordisk, dat het verkoopt onder drie merknamen:
- Ozempic[2] (injecties): bedoeld voor de behandeling van diabetes type 2,  Ozempic is in de Verenigde Staten toegelaten door de FDA op 5 december 2017 en in de Europese Unie op 8 februari 2018.[3]
- Rybelsus (tabletten): bedoeld voor de behandeling diabetes type 2 (FDA goedkeuring 20 september 2019[4], EMA goedkeuring 3 april 2020[5])
- Wegovy (injecties): bedoeld voor de behandeling van obesitas (FDA goedkeuring 4 juni 2021[6], EMA goedkeuring 6 januari 2022[7])

## Toediening en dosering
Medicatie gebaseerd op hormonen als GLP-1 wordt over het algemeen niet goed opgenomen door het maagdarmkanaal. Daarom is semaglutide vooral verkrijgbaar in de vorm van een oplossing voor injectie. Het heeft een lange werkingsduur, en er is slechts een injectie per week nodig, beginnend met 0,25 mg per injectie en na vier weken te verhogen naar 0,5 mg, of indien nodig 1 mg, de maximaal voorgestelde dosis voor de behandeling van diabetes type 2. Voor obesitas ligt de onderhoudsdosis hoger, namelijk op 1,7 mg of 2,4 mg per week.
Voor semaglutide is er echter een oplossing gevonden waardoor het wél in het maagdarmkanaal kan worden opgenomen: SNAC (N-(8-[2-hydroxybenzoyl] amino) caprylate). SNAC zorgt ervoor dat semaglutide niet wordt afgebroken door maagzuur en enzymen in de maag. Het Zorginstituut Nederland oordeelde dat de eenmaal daags orale toediening, Rybelsus®, gelijkwaardig was aan de injectie één keer per week.

## Bijwerkingen en contra-indicaties

### Bijwerkingen
Zoals bij alle GLP-1 receptoragonisten geeft semaglutide vooral klachten van het maagdarmkanaal: misselijkheid, overgeven, diarree en obstipatie. Omdat het middel sterke verlaging geeft van het bloedglucose kan het ook een verlaagde glucosespiegel geven (hypoglykemie), maar dit gebeurt eigenlijk alleen als het gebruikt wordt met andere middelen die dit effect versterken (zoals insuline en SU-derivaten).

### Contra-indicaties
In laboratoriumproeven op knaagdieren bleek semaglutide niet-letale C-cel-schildkliertumoren te veroorzaken, afhankelijk van de dosis en duur van de behandeling. Het is niet bekend of dit ook bij mensen kan gebeuren, maar vanwege dit risico is het middel contra-geïndiceerd bij patiënten met een persoonlijke of familiale geschiedenis van dergelijke tumoren. Gebruik tijdens zwangerschap en lactatie wordt absoluut afgeraden.

## Prijs
Ozempic, de semaglutide-injectie die wordt gebruikt voor T2D-behandeling, heeft een catalogusprijs van $936 in de Verenigde Staten en $169 in Japan. De prijzen waren $147 in Canada, $144 in Zwitserland, $103 in Duitsland, België en Nederland, $96 in Zweden, $93 in het Verenigd Koninkrijk en $87 in Australië. Frankrijk had de laagste prijs op $83 (21 augustus 2023; de bedragen hebben betrekking op een maandlevering).
In de VS heeft Wegovy een catalogusprijs van $ 1.349,02 per maand vanaf 2022, wat suggereert dat vanwege de hoge kosten veel mensen "die het meest zouden kunnen profiteren van gewichtsverlies, zich dergelijke dure medicijnen misschien niet kunnen veroorloven". Hoge kosten van Ozempic brachten sommige verzekeringsmaatschappijen ertoe om patiënten te onderzoeken en verzekering te weigeren omdat ze onvoldoende bewijs voor diabetes vonden, en veronderstelden dat het eerder diende om af te vallen.
In het VK is semaglutide verkrijgbaar op recept van de NHS voor diabetes tegen nominale of geen kosten voor patiënten. Het is ook beschikbaar voor obesitas, beperkt tot behandeling gedurende twee jaar. De grote vraag veroorzaakte in 2023 wereldwijde aanbodtekorten aan semaglutide; Tijdens het tekort werden geen nieuwe Britse recepten uitgegeven.